# 查干浩特城址
查干浩特城址是位于内蒙古自治区赤峰市阿鲁科尔沁旗罕苏木苏木白城子村东北、阿巴嘎山脚的一处城池遗址。中国学界历来对蒙古察哈尔部大汗林丹汗的都城——查干浩特具体所在，多有猜测。或认为此处遗址即是查干浩特遗址。
城址由查干浩特古城、东查干浩特城址、阿巴嘎山祭祀遗址三部组成，其中，查干浩特古城由内城、外城组成的。考古界认为古城始建于辽代，金、元、明相继使用。1990年代，赤峰市博物馆对城址进行考古调查，确认此处遗址由明代遗迹构成。2006年，遗址查干浩特城址之名列为第六批全国重点文物保护单位。
2014年，内蒙古相关单位再度进行考古调查和小范围挖掘。此次调查发现的均为明代遗物，考古工作者认为此处遗址确为林丹汗所建查干浩特。亦有研究者认为查干浩特古城最初为辽祖州州城遗址。